# Janet Hubert
Janet Louise Hubert (* 13. Januar 1956 in Chicago, Illinois) ist eine US-amerikanische Schauspielerin, die vor allem für ihre Rolle als Vivian Banks in den ersten drei Staffeln der Sitcom Der Prinz von Bel-Air bekannt ist.

## Leben
Hubert wurde in Chicago geboren, dort verbrachte sie ihre Kindheit auf der South Side. Im Alter von neun Jahren zog Hubert mit ihrer Familie ins ländliche Chicago. Später gewann sie ein Stipendium an der Juilliard School in New York. Ihr Studium brach sie ab.
Im Jahr 1981 spielte sie am Broadway im Stück Cats. Ihre größte Rolle war die der Vivian Banks in der NBC-Sitcom Der Prinz von Bel-Air. Hubert spielte dort von 1990 bis 1993 die fürsorgliche Tante von Will Smith. Zwischen ihr und dem Hauptdarsteller Will Smith kam es zum Streit, woraufhin Hubert aus der Serie gefeuert und durch Daphne Maxwell Reid ersetzt wurde. Ein weiterer Grund war ihre Schwangerschaft, womit Hubert einen Vertragsbruch mit NBC beging.
Seitdem hatte sie nur Gastrollen in anderen Serien, wie in Friends und Gilmore Girls. 2013 sprach sie im Videospiel GTA V die Figur Denise Clinton. Seit 2018 ist Hubert in der Seifenoper General Hospital zu sehen. Ihr Schaffen umfasst rund 40 Film- und Fernsehproduktionen.
Hubert war von 1990 bis 1994 mit James Whitten verheiratet. Zusammen mit ihm hat sie einen Sohn. Während der Ehe trug sie den Namen Janet Hubert-Whitten.

## Filmografie (Auswahl)
- 1990–1993: Der Prinz von Bel-Air (The Fresh Prince of Bel-Air, Fernsehserie, 73 Folgen)
- 1990: Geschichten aus der Gruft (Tales from the Crypt, eine Folge)
- 2001–2002: Der Job (The Job, Fernsehserie, 4 Folgen)
- 2002: Gilmore Girls (Fernsehserie, Folge 2x18)
- 2002: Friends (Fernsehserie, Folge 9x02)
- seit 2018: General Hospital (Fernsehserie)
- 2020: Der Prinz von Bel-Air Reunion (The Fresh Prince of Bel-Air Reunion, Special zur Serie)[1]
- 2021: Pose (Fernsehserie, Folge 3x04)
- 2023: The Perfect Find
- 2023: Süße Magnolien